# Шлемов, Всеволод Владимирович
Всеволод Владимирович Шлемов (укр. Всеволод Володимирович Шлемов; 13 июля 1932, Одесса — 15 февраля 2021) — советский и украинский кинооператор-постановщик комбинированных съёмок. Заслуженный работник культуры Украины (1994) .

## Биография
Окончил Одесскую школу киномехаников. С 1958 года работал на Одесской киностудии .
На протяжении многих лет член Правления Одесского отделения Национального союза кинематографистов Украины, один из первых лауреатов наивысшей для одесских кинематографистов награды — звания «Легенда Одесской киностудии» .
Шлемов В. В. был одним из создателей логотипа Одесской киностудии, а также автором знаменитой рынды, звуком которой ( рында) начинались фильмы этой студии. Член Национального союза кинематографистов Украины.

## Награды
- 1994 — Заслуженный работник культуры Украины
- 2013 — Почётное отличие председателя Одесской областной государственной администрации[4]

## Фильмография
Кинооператор-постановщик комбинированных съёмок на Одесской киностудии в фильмах:
- «Опасные гастроли» (1969),
- «Шаг с крыши» (1970)
- «Синее небо» (1971),
- «Дерзость» (1971),
- «Всадники» (1972, т/ф, 2 с),
- «Включите северное сияние» (1972),
- «Рассказы о Кешке и его друзьях» (1973, т/ф, 3 с),
- «Путешествие миссис Шелтон» (1974),
- «Капитан Немо» (1975, т/ф, 3 с),
- «Цветы для Оли» (1976),
- «Фантазии Веснухина» (1977, т/ф, 2с),
- «Побег из тюрьмы» (1977),
- «По улицам комод водили» (1978),
- «Ипподром» (1979),
- «Приключения Электроника» (1980, т/ф, 3с),
- «Только в мюзик-холле» (1980),
- «Школа» (1980, т/ф, 3с),
- «Ожидание» (1981, т/ф, 2с),
- «Третье измерение» (1981, т/ф, 3с),
- «Волшебники» (1982, т/ф, 2с),
- «Трест, который лопнул» (1982, т/ф, 3с),
- «Зелёный фургон» (1983, т/ф, 2с),
- «Что у Сеньки было» (1984),
- «Сказки старого волшебника» (1984),
- «Две версии одного столкновения» (1984),
- «Дайте нам мужчин!» (1985),
- «Миллион в брачной корзине» (1985),
- «Без сына не приходи!» (1986),
- «Размах крыльев» (1986),
- «Звездочёт» (1986, т/ф, 3с),
- «В Крыму не всегда лето» (1987, т/ф, 2с),
- «Избранник судьбы» (1987),
- «Рок-н-ролл для принцесс» (1990, т/ф, 2с),
- «Попугай, говорящий на идиш» (1990),
- «Неустановленное лицо» (1990),
- «И черт с нами» (1991),
- «Человек К» (1992),
- «Время икс» (1992),
- «Мужская компания» (1993),
- «Секретный эшелон» (1993),
- «Волшебник Изумрудного города» (1993),
- «Запах осени» (1993),
- «Я люблю» (1994),
- «Поезд в Бруклин» (1995),
- «Партитура на могильном камне» (1995),
- «Налётъ» (1995),
- «Без ошейника» (1996),
- «Как кузнец счастье искал» (1999),
- «Дело чести» (2000),
- «Второстепенные люди» (2001),
- «На поле крови. Aceldama» ([2001),
- «Эффект присутствия» (2004),
- «Секонд хенд» (2005),
- «Маленькая жизнь» (2008) и т. д.

Роль в кино:
- «Второй» (1994, эпизод; реж. С. Рахманин)

Участие в документальных фильмах:
- «Дневник оператора Шлемова» (1985, док. фильм)
- «Большой комбинатор». Всеволод Шлемов (2020, док. фильм, реж. Н. Ковалева)